# Aprendizaje

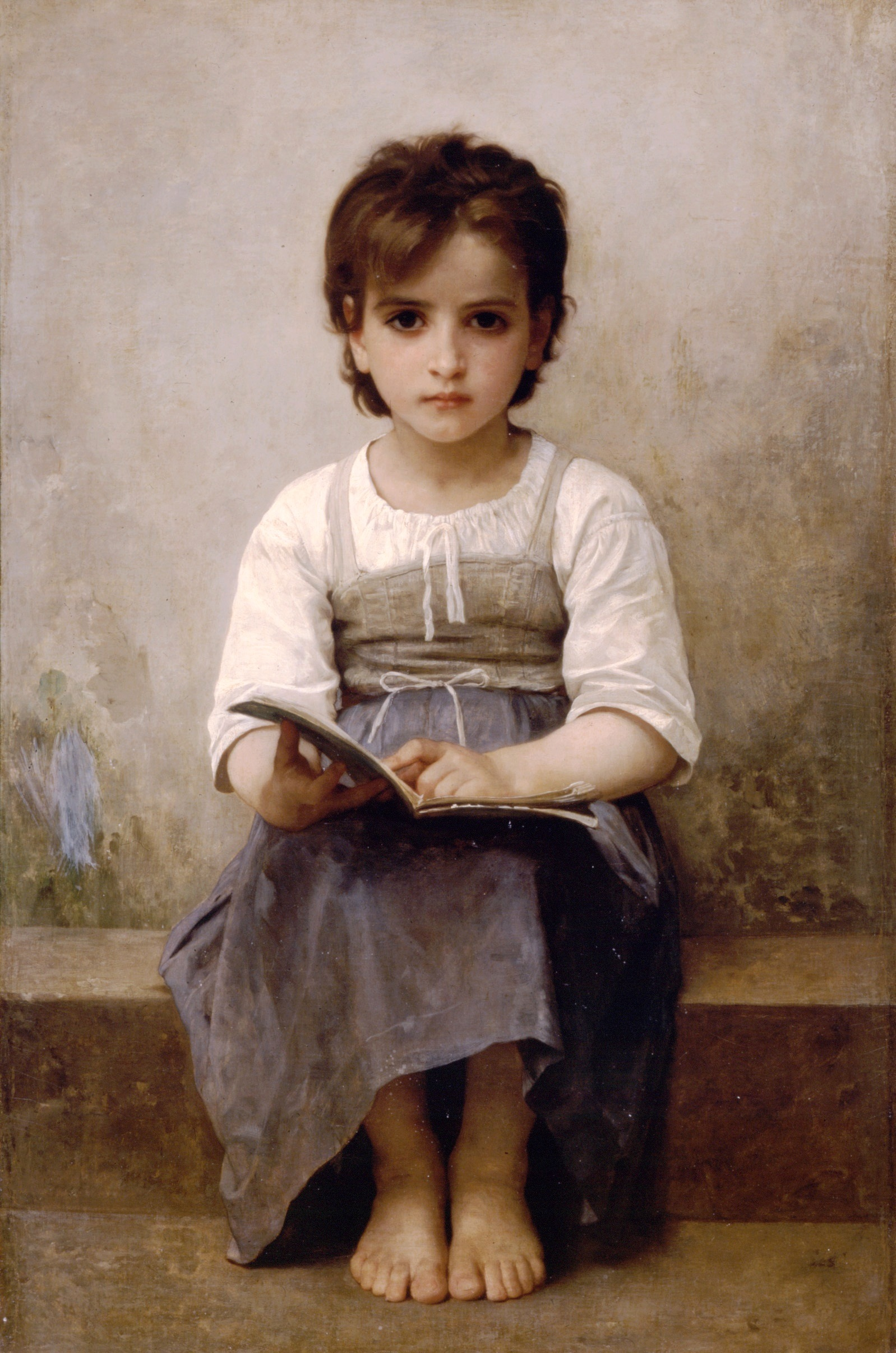
La lección difícil, cuadro de William-Adolphe Bouguereau.

El aprendizaje es el proceso a través del cual se adquieren y desarrollan habilidades, conocimientos, conductas y valores. Es resultado de la atención, el estudio, la experiencia, la instrucción, el razonamiento, la observación, así como la influencia de factores externos con los cuales interactuamos. Este proceso puede ser analizado desde distintas perspectivas, por lo que existen distintas teorías del aprendizaje. Es una de las funciones mentales más importantes en humanos, animales y sistemas artificiales. En él intervienen diversos factores que van desde el medio en el cual se desenvuelve el ser humano, En esta última se establecen los principios del aprendizaje de todo individuo y se afianza el conocimiento recibido, el cual forma la base para aprendizajes posteriores. 
El aprendizaje humano está relacionado con la educación y el desarrollo personal. Debe estar orientado adecuadamente y es óptimo cuando el individuo está motivado. El estudio sobre cómo aprender interesa a las Ciencias de la Educación, la pedagogía, la neuropsicología, la psicología educacional y la antropología, aquella que recoge las peculiaridades propias de cada etapa del desarrollo humano. Concibe sus planteamientos teóricos, metodológicos y didácticos para cada una de ellas. Dentro de ella se enmarcan, por ejemplo la pedagogía y la andragogía, la educación de niños y adultos respectivamente.
Se produce a través de los cambios de conducta que producen las experiencias. Y, aunque en estos cambios intervienen factores madurativos, ritmos biológicos y enfermedades, no son determinantes como tal. Es el proceso mediante el cual se adquiere una determinada habilidad,  se asimila una información o se adopta una nueva estrategia de conocimiento y acción. Asimismo es un proceso a través del cual la persona se apropia del conocimiento en sus distintas dimensiones, conceptos, procedimientos, actitudes y valores.
Como establecimiento de nuevas relaciones temporales entre un ser y su medio ambiental, ha sido objeto de numerosos estudios empíricos, realizados tanto en animales como en el hombre. Midiendo los progresos conseguidos en cierto tiempo se obtienen las curvas de aprendizaje, que muestran la importancia de la repetición de algunas predisposiciones fisiológicas, de «los ensayos y errores», de los períodos de reposo tras los cuales se aceleran los progresos. Muestran, también, la última relación del aprendizaje con los reflejos condicionados.

## Definición
El aprendizaje se define como:

... el proceso mediante el cual se origina o se modifica una actividad respondiendo a una situación siempre que los cambios no puedan ser atribuidos al crecimiento o al estado temporal del organismo (como la fatiga o bajo el efecto de las drogas).
Ernest Hilgard

También, se puede definir el aprendizaje como un proceso de cambio relativamente permanente en el comportamiento de una persona generado por la experiencia (Feldman, 2005). Este proceso de cambios supone un cambio conductual, debe ser perdurable en el tiempo y ocurre a través de la práctica o de otras formas de experiencia (p. ej., observando a otras personas).
Antes de Feldman (2005), Rojas, F (2001) también habló del aprendizaje como un cambio de conducta, definiéndolo como “el resultado de un cambio potencial en una conducta -bien a nivel intelectual o psicomotor- que se manifiesta cuando estímulos externos incorporan nuevos conocimientos, estimulan el desarrollo de habilidades y destrezas o producen cambios provenientes de nuevas experiencias”.
El aprendizaje es el cambio de actitud de una persona, cuando se adquiere  el aprendizaje se modifica definitivamente la actitud por medio de nuevos conocimientos o experimentos. Ejemplo, cuando una persona recibe una capacitación cambia de actitud, sin cambio de actitud no hubo un aprendizaje.   
Debemos indicar que el término conducta se utiliza en el sentido amplio del término, evitando cualquier identificación reduccionista de la misma. Por lo tanto, al referir el aprendizaje como proceso de cambio conductual, asumimos el hecho de que el aprendizaje implica adquisición y modificación de conocimientos, estrategias, habilidades, creencias y actitudes (Schunk, 1991). En palabras de Schmeck (1988a, p. 171):

... el aprendizaje es un subproducto del pensamiento... Aprendemos pensando, y la calidad del resultado de aprendizaje está determinada por la calidad de nuestros
pensamientos.

El aprendizaje no es una capacidad exclusivamente humana. La especie humana comparte esta facultad con otros seres vivos que han sufrido un desarrollo evolutivo similar; en contraposición a la condición mayoritaria en el conjunto de las especies, que se basa en la imprimación de la conducta frente al ambiente mediante patrones genéticos.

## Aprendizaje humano

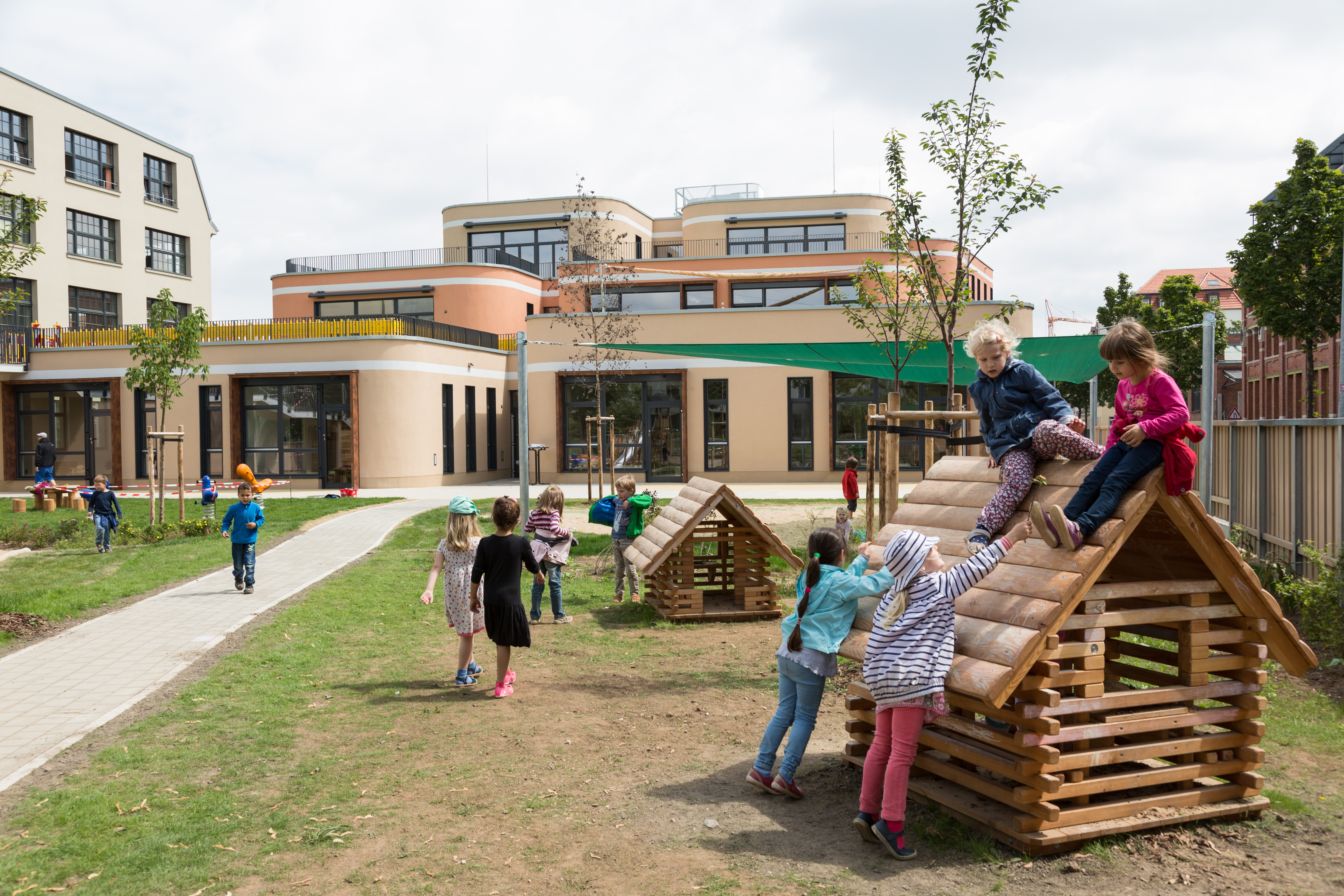
El juego es necesario para el desarrollo y aprendizaje de los niños

El aprendizaje humano consiste en adquirir, procesar, comprender y, finalmente, aplicar una información que nos ha sido «enseñada», es decir, cuando aprendemos nos adaptamos a las exigencias que los contextos nos demandan. El aprendizaje requiere un cambio relativamente estable de la conducta del individuo. Este cambio es producido tras asociaciones entre estímulo y respuesta.
La comunicación es un fenómeno inherente a la relación que los seres vivos mantienen cuando se encuentran en grupo. A través de la comunicación, las personas o animales obtienen información respecto a su entorno y pueden compartirla con el resto; la comunicación es parte elemental del aprendizaje.
El juego es necesario para el desarrollo y aprendizaje de los niños. El proceso fundamental en el aprendizaje es la imitación (la repetición de un proceso observado, que implica tiempo, espacio, habilidades y otros recursos). De esta forma, las personas aprenden las tareas básicas necesarias para subsistir y desarrollarse en una comunidad.
En el ser humano, la capacidad de aprendizaje ha llegado a constituir un factor que sobrepasa a la habilidad común en las mismas ramas evolutivas, consistente en el cambio conductual en función del entorno dado. De modo que, a través de la continua adquisición de conocimiento, la especie humana ha logrado hasta cierto punto el poder de independizarse de su contexto ecológico e incluso de modificarlo según sus necesidades.
El aprendizaje humano se produce unido a una estructura determinada por la realidad, es decir, a los hechos naturales.
Esta postura respecto al aprendizaje en general tiene que ver con la realidad que determina el lenguaje, y por lo tanto al sujeto que utiliza el lenguaje.
Dentro del aprendizaje humano, pueden aparecer trastornos y dificultades en el lenguaje hablado o la lectoescritura, en la coordinación, autocontrol, la atención o el cálculo. Estos afectan la capacidad para interpretar lo que se ve o escucha, o para integrar dicha información desde diferentes partes del cerebro, estas limitaciones se pueden manifestar de muchas maneras diferentes.
Los trastornos de aprendizaje pueden mantenerse a lo largo de la vida y pueden afectar diferentes ámbitos: el trabajo, la escuela, las rutinas diarias, la vida familiar, las amistades y los juegos, entre otros aspectos.
Para lograr la disminución de estos trastornos, existen estrategias de aprendizaje, que son un conjunto de actividades y técnicas planificadas que facilitan la adquisición, almacenamiento y uso de la información. Dichas estrategias se clasifican de acuerdo con el objetivo que persiguen, existen primarias y de apoyo.
Las estrategias primarias, se aplican directamente al contenido por aprender y son:  
- Paráfrasis: Explicación de un contenido mediante palabras propias.
- Categorización: Organizar categorías con la información.
- Redes conceptuales: Permiten organizar información por medio de diagramas.
- Imaginería: La información es presentada mentalmente con imágenes.

Las estrategias de apoyo, se utilizan para crear y mantener un ambiente que favorezca el aprendizaje. Entre ellas están: 
- Planificación: Como su nombre lo indica, se deberán planificar las situaciones y los momentos para aprender.
- Supervisión: En ella se debe desarrollar la capacidad de introspección y auto guiarse durante la tarea para conocer su propio estilo de aprendizaje (viendo, oyendo, escribiendo, haciendo o hablando).

### Inicios del aprendizaje
En tiempos antiguos cuando el ser humano inició sus procesos de aprendizaje y lo hizo de manera espontánea y natural con el propósito de adaptarse al medio ambiente. El humano primitivo tuvo que estudiar los alrededores de su vivienda, distinguir las plantas y los animales de los cuales se podía dar alimento y abrigo, explorar las áreas donde conseguir agua y orientarse para lograr volver a su vivienda. En un sentido más resumido, los humanos no tenían la preocupación del estudio. Al pasar los siglos, surge la enseñanza intencional. Surgió la organización y se comenzaron a dibujar los conocimientos en asignaturas, estas cada vez en aumento. Hubo entonces la necesidad de agruparlas y combinarlas en sistemas de concentración y correlación. En suma, la humanidad se volvió hacia el estudio de la geografía, química y otros elementos de la naturaleza mediante el sistema de asignaturas que se había ido modificando y reestructurando con el tiempo. Los estudios e investigaciones sobre la naturaleza contribuyeron al análisis de dichas materias.
Con respecto al origen, puede decirse que el estudio sobre el aprendizaje colaborativo se remonta a los años 1970 y 1980. En principio, las investigaciones analizaron exclusivamente la dinámica de pequeños grupos y la interacción estudiantil cara a cara en grupos de educación primaria. Posteriormente, fueron desarrolladas en grupos de estudiantes de educación secundaria y universitaria, gracias a la evidencia de investigación en educación disponible sobre buenas prácticas en los procesos de enseñanza (Bradford y Peck, 1997) y la efectividad para la instrucción de grupos pequeños (Johnson y Johnson, 2009). De hecho, de acuerdo con Chickering y Gamson (1987), ese fue el punto de partida que dio lugar a la generación de directrices para el diseño y desarrollo de los procesos de enseñanza en la educación superior, dentro de los cuales se planteó la interacción entre estudiantes en términos cooperativos.

### Bases neurofisiológicas del aprendizaje
Debido a que el cerebro tiene una función extremadamente compleja en el desarrollo de la persona, la naturaleza ha previsto que se encuentre más disponible para el aprendizaje en la etapa que más lo necesita. Así, en el momento del parto, el cerebro de un bebe pesa alrededor de 350 gramos, pero sus neuronas no dejan de multiplicarse durante los primeros tres años. Precisamente durante este proceso de expansión es cuando se da la máxima receptividad y todos los datos que llegan a él se clasifican y archivan de modo que siempre estén disponibles. En esto consiste el aprendizaje de disponer de conocimientos y diversos recursos que sirven como plataforma para alcanzar nuestros objetivos.
No se conoce demasiado sobre las bases neurofisiológicas del aprendizaje. Sin embargo, se tienen algunos indicios importantes de que este está relacionado con la modificación de las conexiones sinápticas: En concreto comúnmente se admite como hipótesis que:
- El aprendizaje es el resultado del fortalecimiento o abandono de las conexiones sinápticas entre neuronas.
- El aprendizaje es local, es decir, la modificación de una conexión sináptica depende solo de la actividad (potencial eléctrico) de las neuronas presináptica y postsináptica.
- La modificación de la sinapsis es un proceso relativamente lento comparado con los tiempos típicos de los cambios en los potenciales eléctricos que sirven de señal entre las neuronas.
- Si la neurona presináptica o postsináptica (o ambas) están inactivas, entonces la única modificación sináptica existente consiste en el deterioro o decaimiento potencial de la sinapsis, que es responsable del olvido.

### Proceso de aprendizaje
El proceso de aprendizaje es una actividad individual que se desarrolla en un contexto social y cultural. Es el resultado de procesos cognitivos individuales mediante los cuales se asimilan e interiorizan nuevas informaciones (hechos, conceptos, procedimientos, valores), se construyen nuevas representaciones mentales significativas y funcionales (conocimientos), que luego se pueden aplicar en situaciones diferentes a los contextos donde se aprendieron. Aprender no solamente consiste en memorizar información, es necesario también otras operaciones cognitivas que implican conocer, comprender, aplicar, analizar, sintetizar y valorar.
El aprendizaje, siendo una modificación de comportamiento coartado por las experiencias, conlleva un cambio en la estructura física del cerebro. Estas experiencias se relacionan con la memoria, moldeando el cerebro creando así variabilidad entre los individuos. Es el resultado de la interacción compleja y continua entre tres sistemas: el sistema afectivo, cuyo correlato neurofisiológico corresponde al área prefrontal del cerebro; el sistema cognitivo, conformado principalmente por el denominado circuito PTO (parieto-temporo-occipital) y el sistema expresivo, relacionado con las áreas de función ejecutiva, articulación de lenguaje y homúnculo motor entre otras. Nos damos cuenta que el aprendizaje se da cuando observamos que hay un verdadero cambio de conducta.
Así, ante cualquier estímulo frente al cual las estructuras mentales del ser humano resulten insuficientes para darle sentido y las habilidades práxicas no le permitan actuar de manera adaptativa, el cerebro realiza una serie de operaciones afectivas (valorar, proyectar y optar). Esto tiene como función contrastar la información recibida con las estructuras previamente existentes, generándose interés (curiosidad por saber de esto), expectativa (saber qué pasaría si supiera al respecto) y sentido (determinar la importancia o necesidad de un nuevo aprendizaje). En últimas, se logra la disposición atencional del sujeto. En adición, la interacción entre la genética y la crianza es de gran importancia para el desarrollo y el aprendizaje que recibe el individuo.
Si el sistema afectivo evalúa el estímulo o situación como significativa, entran en juego las áreas cognitivas encargándose de procesar la información y contrastarla con el conocimiento previo. A partir de procesos complejos de percepción, memoria, análisis, síntesis, inducción, deducción, abducción y analogía, se da lugar a la asimilación de la nueva información. Posteriormente, a partir del uso de operaciones mentales e instrumentos de conocimiento disponibles para el aprendizaje, el cerebro humano ejecuta un número mayor de sinapsis entre las neuronas para almacenar estos datos en la memoria de corto plazo (Feldman, 2005). El cerebro también recibe eventos eléctricos y químicos dónde un impulso nervioso estimula la entrada de la primera neurona que estimula la segunda, y así sucesivamente, para lograr almacenar la información o dato.
Seguidamente, y a partir de la ejercitación de lo comprendido en escenarios hipotéticos o experienciales, el sistema expresivo apropia las implicaciones prácticas de estas nuevas estructuras mentales, dando lugar a un desempeño manifiesto en la comunicación o en el comportamiento con respecto a lo recién asimilado. Es allí, donde culmina un primer ciclo de aprendizaje, cuando la nueva comprensión de la realidad y el sentido que el ser humano le da a esta le posibilita actuar de manera diferente y adaptativa frente a esta.
Todo nuevo aprendizaje es por definición dinámico, por lo cual es susceptible de ser revisado y reajustado a partir de nuevos ciclos que involucren los tres sistemas mencionados. Por ello, se dice que es un proceso inacabado y en espiral. En síntesis, se puede decir que el aprendizaje es la cualificación progresiva de las estructuras con las cuales un ser humano comprende su realidad y actúa frente a ella (parte de la realidad y vuelve a ella).
Para aprender necesitamos de cuatro factores fundamentales: inteligencia, conocimientos previos, experiencia y motivación.
- A pesar de que todos los factores son importantes, debemos señalar que sin motivación, cualquier acción que realicemos no será completamente satisfactoria. Cuando se habla de aprendizaje, la motivación es el «querer aprender», resulta fundamental que el estudiante tenga el deseo de aprender. Aunque la motivación se encuentra limitada por la personalidad y fuerza de voluntad de cada persona.
- La experiencia es el «saber aprender», ya que el aprendizaje requiere determinadas técnicas básicas tales como: técnicas de comprensión (vocabulario), conceptuales (organizar, seleccionar, etc.), repetitivas (recitar, copiar, etc.) y exploratorias (experimentación). Es necesario una buena organización y planificación para lograr los objetivos.
- Por último, nos queda la inteligencia y los conocimientos previos, que al mismo tiempo se relacionan con la experiencia. Con respecto al primero, para poder aprender, el individuo debe estar en condiciones de hacerlo, es decir, tiene que disponer de las capacidades cognitivas para construir los nuevos conocimientos.

También intervienen otros factores, que están relacionados con los anteriores, como la maduración psicológica, la dificultad material, la actitud activa y la distribución del tiempo para aprender y las llamadas Teorías de la Motivación del Aprendizaje (teorías del aprendizaje).

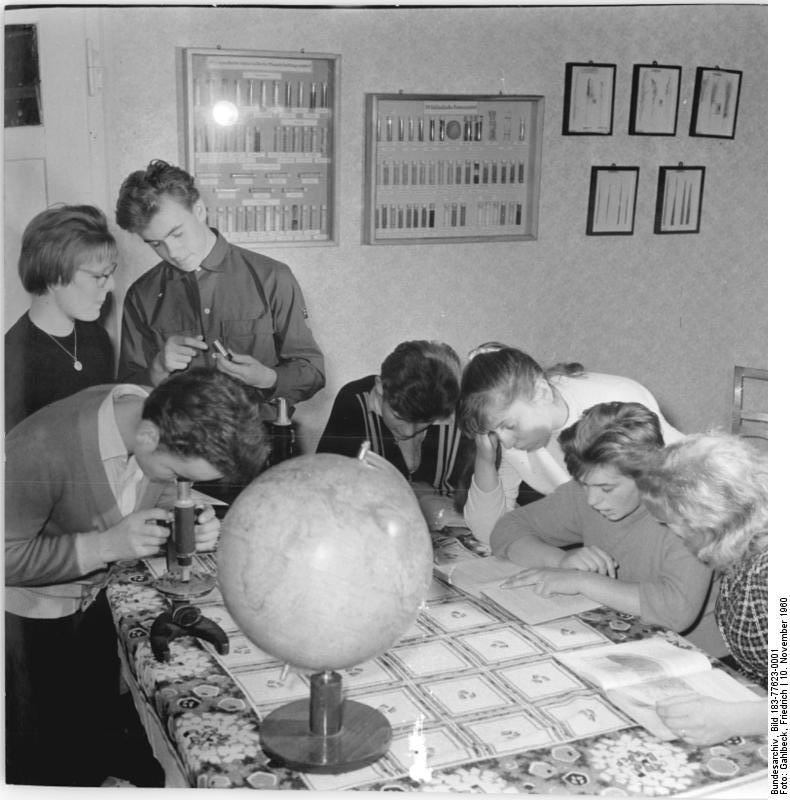
La enseñanza es una de las formas de lograr adquirir conocimientos necesarios en el proceso de aprendizaje.

Existen varios procesos que se llevan a cabo cuando cualquier persona se dispone a aprender. Los estudiantes, al hacer sus actividades, realizan múltiples operaciones cognitivas que logran que sus mentes se desarrollen fácilmente. Dichas operaciones son, entre otras:
1. Una recepción de datos que supone un reconocimiento y una elaboración semántico-sintáctica de los elementos del mensaje (palabras, iconos, sonido) donde cada sistema simbólico exige la puesta en acción de distintas actividades mentales. Los textos activan las competencias lingüísticas, las imágenes las competencias perceptivas y espaciales, etc.
2. La comprensión de la información recibida por parte del estudiante que, a partir de sus conocimientos anteriores (con los que establecen conexiones sustanciales), sus intereses (que dan sentido para ellos a este proceso) y sus habilidades cognitivas, analizan, organizan y transforman (tienen un papel activo) la información recibida para elaborar conocimientos.
3. Una retención a largo plazo de esta información y de los conocimientos asociados que se hayan elaborado.
4. La transferencia del conocimiento a nuevas situaciones para resolver con su concurso las preguntas y problemas que se planteen.

### Tipos de aprendizaje
La siguiente es una lista de los tipos de aprendizaje más comunes citados por la literatura de pedagogía:
- Aprendizaje receptivo: Es el tipo de aprendizaje en el que el sujeto solo necesita comprender el contenido para poder reproducirlo, pero no descubre nada.

- Aprendizaje por descubrimiento: el sujeto no recibe los contenidos de forma pasiva; descubre los conceptos y sus relaciones y los reordena para adaptarlos a su esquema cognitivo.

- Aprendizaje cognitivo Archivado el 28 de septiembre de 2021 en Wayback Machine.: Aprendizaje activo centrado en apoyar al estudiante a sacar el máximo provecho a su capacidad cerebral. Busca que la  nueva información se  integre con las ideas existentes, profundizando en su memoria y en su capacidad de retención.

- Aprendizaje metacognitivo Archivado el 28 de septiembre de 2021 en Wayback Machine.: Es una estrategia de aprendizaje que se fundamenta en la reflexión y la investigación de las propias acciones, pensamientos, creencias y emociones. es decir: un modo de actuar consciente sobre los procesos cognitivos para mejorarlos.

- Aprendizaje repetitivo: se produce cuando el alumno memoriza contenidos sin comprenderlos o relacionarlos con sus conocimientos previos, no encuentra significado a los contenidos estudiados.

- Aprendizaje significativo: es el aprendizaje en el cual el sujeto relaciona sus conocimientos previos con los nuevos dotándolos así de coherencia respecto a sus estructuras cognitivas.

- Aprendizaje observacional: tipo de aprendizaje que se da al observar el comportamiento de otra persona, llamada modelo.

- Aprendizaje latente: aprendizaje en el que se adquiere un nuevo comportamiento, pero no se demuestra hasta que se ofrece algún incentivo para manifestarlo.

- Aprendizaje por ensayo-error: aprendizaje por medio de modelos conductistas por el que se busca la respuestas al problema.

- Aprendizaje dialógico: El aprendizaje dialógico es el resultado del diálogo igualitario; en otras palabras, es la consecuencia de un diálogo en el que diferentes personas dan argumentos basados en pretensiones de validez y no de poder. El aprendizaje dialógico se puede dar en cualquier situación del ámbito educativo y conlleva un importante potencial de transformación social.

- Aprendizaje creativo: Es la forma sensible de percibir los problemas, deficiencias, lagunas del conocimiento, elementos pasados por alto, faltas de armonía, etc.; la consecución de validez en la información; de definir las dificultades o de identificar el elemento olvidado; buscar soluciones; hipotetizar sobre las deficiencias; de examinar y reexaminar estas las mismas, modificándolas y volviéndolas a comprobar, perfeccionándolas y finalmente comunicando sus resultados. Esta definición describe un proceso humano natural en cuyas etapas están implicadas (motivaciones).  En el proceso educativo, los que el alumno presentan cierta sensibilidad hacia algunos problemas, detecta lagunas en la información, deficiencias o incongruencias que pueden crear en ese momento el sentimiento de algo incompleto, de que la clase o el curso no va bien, o que no es práctico (tensión). Motiva el estado de necesidad del alumno. Cualquiera que sea el calificativo que empleemos, necesita descargar su tensión. Si no sabe dar una contestación correcta a esta inquietud, o si sus formas habituales de respuesta son inadecuadas, tratará de hallar las posibles explicaciones, tanto en el archivo de su propia memoria como en otras fuentes: libros o experiencias ajenas eludiendo al profesor.  El alumno adulto buscará soluciones alternativas, investigando, diagnosticando, manipulando, volviendo a ordenar, reconstruyendo y haciendo conjeturas y aproximaciones. Hasta que estas conjeturas o hipótesis no quedan probadas, modificadas y reexaminadas, el que aprende se siente incómodo. Sigue motivado para continuar tratando de perfeccionar su respuesta hasta que le parezca satisfactoria, tanto estética como lógicamente.
- Aprendizaje de Campo de Estudio Multidisciplinario: Teoría científica de investigación cualitativa y cuantitativa por el autodidacta mexicano: Hildeberto Alemán Guerrero en el 2022. El propósito de la teoría es el de proporcionar un sistema ontológico de referencias de tipología lingüística para combinar múltiples campos de estudio de dos o más disciplinas académicas en lecciones que estén significativamente relacionadas, sean accesibles y acordes a su entorno social. Con el propósito de desafiar el poder hegemónico cultural del aparato educativo, asentando una base contemporánea de información fidedigna y con eso dar paso a una necesaria reforma educativa equitativa,

### Estilo de aprendizaje
Si bien es cierto que cada ser humano es único, también lo es que cada persona aprende de manera diferente, por lo que sería bastante útil e interesante conocer cuáles son esas formas en las que se produce el aprendizaje, lo que evidentemente facilitaría el proceso de enseñanza para el educador y aprendizaje para el educando.

El estilo de aprendizaje es la manera en la que un aprendiz comienza a concentrarse sobre una información nueva y difícil, la trata y la retiene.
Dunn et Dunn, 1985

El estilo de aprendizaje describe a un aprendiz en términos de las condiciones educativas que son más susceptibles de favorecer su aprendizaje. (...) ciertas aproximaciones educativas son más eficaces que otras para él.
Hunt, 1979, en Chevrier J., Fortin, G. y otros, 2000

El estilo de aprendizaje es el conjunto de características psicológicas que suelen expresarse conjuntamente cuando una persona debe enfrentar una situación de aprendizaje; en otras palabras, las distintas maneras en que un individuo puede aprender. Se cree que una mayoría de personas emplea un método particular de interacción, aceptación y procesado de estímulos e información. Las características sobre estilo de aprendizaje suelen formar parte de cualquier informe psicopedagógico que se elabore de un alumno y pretende dar pistas sobre las estrategias didácticas y refuerzos que son más adecuados para el niño. No hay estilos puros, del mismo modo que no hay estilos de personalidad puros: todas las personas utilizan diversos estilos de aprendizaje, aunque uno de ellos suele ser el predominante.
Existen diversas clasificaciones sobre los estilos de aprendizaje, como son el Sistema de Representación (PNL), que identifica estudiantes según su estilo predominante, sea este visual, auditivo o kinestésico; el Tipo de Inteligencia (Gardner) que identifica ocho tipos de inteligencia, según lo cual lo importante no es la «cantidad» sino la manera específica de ser inteligentes; el Procesamiento de la Información (Kolb), que sostiene que hay estudiantes: Activos, Reflexivos, Pragmáticos y Teóricos, y; el Hemisferio cerebral, la cual dice que los aprendizajes pueden ser lógicos u holísticos.
En general, la mayoría de autores coinciden en que el concepto de estilo de aprendizaje se refiere básicamente a rasgos o modos que indican las características y las maneras de aprender de un alumno.
El Modelo “Orión” desarrollado por Curry L. (1987) presenta una categorización de los elementos, los define como capas, que pueden explicar el comportamiento humano frente al aprendizaje.
1. Preferencias relativas al modo de instrucción y factores ambientales: donde se evalúan el ambiente preferido por el estudiante durante el aprendizaje. Los factores que se incluyen en esta categoría son:
- Preferencias ambientales considerando sonido, luz, temperatura y distribución de la clase.
- Preferencias emocionales: relativas a la motivación, voluntad, responsabilidad.
- Preferencias de tipo social: que tienen en cuenta si estudian individualmente, en parejas, en grupo de alumnos, adultos, y las relaciones que se establecen entre los diferentes alumnos de la clase.
- Preferencias fisiológicas: relacionadas con la percepción del tiempo y la movilidad.
- Preferencias psicológicas: basadas en modo analítico.

2. Preferencias de Interacción Social: que se dirigen a la interacción de los estudiantes en la clase. Según su interacción los estudiantes pueden clasificarse en:
- Independiente - dependiente del campo.
- Colaborativo - competitivo.
- Participativo - no participativo.

3. Preferencia según las dimensiones de personalidad: inspirados en la psicología analítica, evalúan la influencia de personalidad en relación a como adquirir e integrar la información. Las diferentes tipologías que definen al estudiante con base a esta categoría son:
- Extrovertidos - Introvertidos.
- Sensoriales - Intuitivos.
- Racionales - Emotivos.

#### Clasificación de los estilos de aprendizaje
Llevar a cabo la tarea de aprender es algo complicado, más aún cuando no sabemos cuáles son las características que tenemos como aprendices; conocer la manera en la que llevamos a cabo el proceso de la información nos permitirá desarrollar los aspectos que facilitan o complican nuestro aprendizaje.
Si bien es cierto, la manera en que aprendemos es un proceso cultural pues nos enseñan a aprender de modo muy semejante; de hecho hasta hace algunos años se pensaba que todos aprendíamos igual; también es un proceso individual y único pues cada ser humano construye según sus propias características su aprendizaje.
Según Ofelia Contreras y Elena del Bosque, en general aprender tiene que ver con la manera en la que adquirimos, procesamos y empleamos la información, cada quien utiliza distintas estrategias, diversos ritmos, con mayor o menor precisión aunque tengamos una misma motivación, edad, religión, raza, etc. Esto se debe a que los estilos de aprendizaje son distintos.
Existen varias clasificaciones de los estilos de aprendizaje según:
Sistema de Representación (PNL)
Visual: Es el sistema de enseñanza-aprendizaje, que utiliza organizadores gráficos, para la aportación de conocimiento, aumentando la visualización de las ideas. A continuación describimos algunos de los Organizadores Gráficos (OG) más utilizados en procesos educativos:
- Clasificadores visuales
- Mapas conceptuales
- Mapas de ideas
- Telarañas
- Diagramas Causa-Efecto
- Líneas de tiempo.

Auditivo: se dirige a los estudiantes cuyo estilo de aprendizaje se orienta más hacia la asimilación de la información a través del oído. Para un número menor de personas los estímulos auditivos son una manera de adquirir aprendizaje, más que por estímulo visual.
Kinestésico: Cuando se procesa la información asociándola a las sensaciones y movimientos del cuerpo, se está utilizando el sistema de representación kinestésico. Se utiliza este sistema de forma natural cuando se aprende un deporte, pero también para muchas otras actividades. A pesar de ser el sistema más lento de aprendizaje, es el más efectivo, una vez que nuestro cuerpo aprende a hacer algo, nunca más se olvida, como cuando un bebé aprende a caminar, o se aprende a ir en bicicleta.
Tipo de Inteligencia
Lógico-matemático: se emplea el razonamiento y la deducción, se tienen la capacidad para manejar los números de manera precisa razonando de manera lógica. Emplean su hemisferio izquierdo. Utilizada por los matemáticos y físicos
Lingüístico-verbal: es la que se utiliza, para emplear las palabras de manera efectiva, facilitando la comunicación ya sea de forma oral o escrita. Utilizada por los escritores u oradores
Corporal-kinestésico: se emplea para expresar todo tipo de sentimientos e ideas haciendo uso de su cuerpo y manos, se desarrollan las habilidades físicas. Utilizada por deportistas, bailarines, artesanos, etc.
Espacial: Es la capacidad de percibir y pensar imágenes en tres dimensiones, utilizada para ubicarnos en el espacio donde nos movemos. Utilizada por escultores arquitectos o pintores.
Musical: Es la sensibilidad hacia los ritmos, tonos y timbres, que nos habilitan para percibir, crear o transformar los sonidos y la música. Utilizada por compositores o músicos.
Interpersonal: Es la capacidad para interrelacionarnos, haciéndonos más sensibles, para percibir el lenguaje corporal de las demás personas. Utilizada por psicólogos, políticos, vendedores, etc.
Intrapersonal: Es la habilidad para comprendernos y valorarnos a nosotros mismos, donde se incluye el autocontrol, la autoestima y la autocomprensión. Utilizada por los filósofos, teólogos, etc.
Naturista: Es la capacidad y sensibilidad para utilizar y convivir nuestro medio ambiente, incluyendo entorno, y seres vivos como son plantas y animales. Utilizada por ecologistas, botánicos y personas que aman la naturaleza.
Procesamiento de la información (Kolb)
Activo: Personas que primero actúan y después piensan, dispuestos a experiencias nuevas, les gusta trabajar con la gente encabezando la actividad. 
Reflexivo: Son observadores y analistas, haciéndolo detalladamente, antes de llegar a una conclusión, son precavidos en lo que hacen.
Pragmático: Son más experimentales, les gusta probar ideas, teorías y técnicas nuevas, y comprobar si funcionan en la práctica.
Teórico: Usan la lógica y la racionalidad, analizando y sintetizando la información, realizan teorías complejas, siguiendo el paso a paso.

### Teorías de aprendizaje
El aprendizaje y las teorías que tratan los procesos de adquisición de conocimiento han tenido durante este último siglo un enorme desarrollo debido fundamentalmente a los avances de la psicología y de las teorías instruccionales, que han tratado de sistematizar los mecanismos asociados a los procesos mentales que hacen posible el aprendizaje. Existen diversas teorías del aprendizaje, cada una de ellas analiza desde una perspectiva particular el proceso.
Algunas de las más difundidas son:
Teorías conductistas:
- Condicionamiento clásico. Desde la perspectiva de I. Pávlov, a principios del siglo XX, propuso un tipo de aprendizaje en el cual un estímulo neutro (tipo de estímulo que antes del condicionamiento, no genera en forma natural la respuesta que nos interesa) genera una respuesta después de que se asocia con un estímulo que provoca de forma natural esa respuesta. Cuando se completa el condicionamiento, el antes estímulo neutro procede a ser un estímulo condicionado que provoca la respuesta condicionada.
- Conductismo. Desde la perspectiva conductista, formulada por B. F. Skinner (condicionamiento operante) hacia mediados del siglo XX y que arranca de los estudios psicológicos de Pavlov sobre condicionamiento clásico y de los trabajos de Thorndike (condicionamiento instrumental) sobre el esfuerzo, intenta explicar el aprendizaje a partir de unas leyes y mecanismos comunes para todos los individuos. Fueron los iniciadores en el estudio del comportamiento animal, posteriormente relacionado con el humano. El conductismo establece que el aprendizaje es un cambio en la forma de comportamiento en función a los cambios del entorno. Según esta teoría, el aprendizaje es el resultado de la asociación de estímulos y respuestas.
- Reforzamiento. B. F. Skinner propuso para el aprendizaje repetitivo un tipo de reforzamiento, mediante el cual un estímulo aumentaba la probabilidad de que se repita un determinado comportamiento anterior. Desde la perspectiva de Skinner, existen diversos reforzadores que actúan en todos los seres humanos de forma variada para inducir a la repetitividad de un comportamiento deseado. Entre ellos podemos destacar: los bonos, los juguetes y las buenas calificaciones sirven como reforzadores muy útiles. Por otra parte, no todos los reforzadores sirven de manera igual y significativa en todas las personas, puede haber un tipo de reforzador que no propicie el mismo índice de repetitividad de una conducta, incluso, puede cesarla por completo.
- Teoría del aprendizaje social. Albert Bandura propone el aprendizaje observacional o vicario. Según su teoría se aprenden nuevas conductas a través del refuerzo o castigo, o a través del aprendizaje observacional, en ausencia de reforzamiento directo[20] a través de la observación de la conducta en otros sujetos y las recompensas o castigos que los mismos obtienen.[21]

Teorías cognitivas:
- Aprendizaje por descubrimiento. La perspectiva del aprendizaje por descubrimiento, desarrollada por J. Bruner, atribuye una gran importancia a la actividad directa de los estudiantes sobre la realidad.
- Aprendizaje significativo (D. Ausubel, J. Novak) postula que el aprendizaje debe ser significativo, no memorístico, y para ello los nuevos conocimientos deben relacionarse con los saberes previos que posea el aprendiz. Frente al aprendizaje por descubrimiento de Bruner, defiende el aprendizaje por recepción donde el profesor estructura los contenidos y las actividades a realizar para que los conocimientos sean significativos para los estudiantes. David Ausubel estaba convencido de que lo más importante para que se produjera el aprendizaje de manera eficiente era por medio de la profundización del conocimiento que el estudiante ya traía consigo, tomando en cuenta que todas las niñas y niños están llenos de experiencias obtenidas a través de las vivencias de su día a día, esto se convierte en un conocimiento aún más útil cuando es tomando en cuenta por el docente, de ser así se sacaría un provecho increíble del potencial humano. Todo esto se resume en uno de sus pensamientos: “Si tuviese que reducir toda la psicología educativa a un solo principio, enunciaría este: el factor más importante que influye en el aprendizaje es lo que el alumno ya sabe. Averígüese esto y enséñese consecuentemente ” (Ausubel, 1986). El individuo aprende mediante “Aprendizaje Significativo”, se entiende por aprendizaje significativo a la incorporación de la nueva información a la estructura cognitiva del individuo. Esto creara una asimilación entre el conocimiento que el individuo posee en su estructura cognitiva con la nueva información, facilitando el aprendizaje.
- Cognitivismo. La psicología cognitivista (Merrill, Gagné...), basada en las teorías del procesamiento de la información y recogiendo también algunas ideas conductistas (refuerzo, análisis de tareas) y del aprendizaje significativo, aparece en la década de los sesenta y pretende dar una explicación más detallada de los procesos de aprendizaje.
- Constructivismo.El enfoque constructivista, en su vertiente de corriente pedagógica, es una manera determinada de entender y explicar las formas en las que aprendemos. Los psicólogos que parten de este enfoque ponen énfasis en la figura del aprendiz como el agente que en última instancia es el motor de su propio aprendizaje. Los maestros, padres, y la comunidad son, según este enfoque, facilitadores del cambio que se está operando en la mente del educando, mas no la pieza principal. Esto es así porque, para los constructivistas, el ser humano no interpreta literalmente lo que le llega del entorno, ya sea a través de la propia naturaleza o a través de las explicaciones de docentes o facilitadores. La teoría constructivista del conocimiento nos habla de una percepción de las propias experiencias que siempre estarán sujetas a la interpretación del estudiante.  Jean Piaget (1988) [22] propone que para el aprendizaje es necesario un desfase óptimo entre los esquemas que el alumno ya posee y el nuevo conocimiento que se propone. "Cuando el objeto de conocimiento está alejado de los esquemas que dispone el sujeto, este no podrá atribuirle significación alguna y el proceso de enseñanza/aprendizaje será incapaz de desembocar". Sin embargo, si el conocimiento no presenta resistencias, el alumno lo podrá agregar a sus esquemas con un grado de motivación y el proceso de enseñanza/aprendizaje se lograra correctamente.
- Topología de Robert Gagné: Gagné consideraba que existen condicionantes internos y externos que regulan el proceso de aprendizaje. Los primeros hacen referencia a la adquisición y almacenamiento de capacidades que son requisitos previos para el aprendizaje, o que ayudan a su consecución; los segundos se refieren a los diversos tipos de acontecimientos contextuales que deben programarse para facilitar el aprendizaje.  Las tareas de aprendizaje que Gagné propuso para el ámbito cognitivo se organizan en una jerarquía de progresiva complejidad, y que van desde el reconocimiento perceptivo hasta la solución de problemas:

1. Reacción ante una señal que provoque un estímulo: La respuesta condicionada clásica de Pavlov, en la cual el individuo aprende a dar una respuesta difusa a una señal.
2. Estímulo-respuesta: El conexionismo de Thorndike, la operante discriminada de Skinner, llamada a veces respuesta instrumental se encadenan dos o más conexiones de estímulo-respuesta.
3. Encadenamiento: Se encadenan dos o más conexiones de un estímulo-respuesta.
4. Asociación verbal: Cadenas que son verbales.
5. Discriminación múltiple: Identificar respuestas a los estímulos que se asemejan una a las otras, de modo que ocurren unas interferencias.
6. Aprendizaje de conceptos: Una respuesta común para una clase de estímulos.
7. Aprendizaje de principios: Una cadena de dos o más concepto reflejada en una regla como “si A, entonces B”, donde A y B son conceptos.  #Resolución de problemas: Interviene el pensamiento, los principios se combinan de acuerdo con una “regla de orden superior”.

Esta jerarquía, a su vez, da lugar a una secuencia necesaria de instrucción, que establece los pasos para lograr un aprendizaje efectivo:
1. Ganar la atención.
2. Informar al alumno de los objetivos.
3. Estimular el recuerdo de la enseñanza previa.
4. Presentar material estimulante.
5. Proporcionar orientación al alumno.
6. Permitir la práctica de lo aprendido.
7. Proporcionar retroalimentación.
8. Evaluar el desempeño.
9. Mejorar la retención y la transferencia.

- Socio-constructivismo. Basado en muchas de las ideas de Vygotski, considera también los aprendizajes como un proceso personal de construcción de nuevos conocimientos a partir de los saberes previos (actividad instrumental), pero inseparable de la situación en la que se produce. El aprendizaje es un proceso que está íntimamente relacionado con la sociedad.

Teoría del procesamiento de la información:
- Teoría del procesamiento de la información. La teoría del procesamiento de la información, influida por los estudios cibernéticos de los años cincuenta y sesenta, presenta una explicación sobre los procesos internos que se producen durante el aprendizaje.
- Conectivismo. Pertenece a la era digital, ha sido desarrollada por George Siemens que se ha basado en el análisis de las limitaciones del conductismo, el cognitivismo y el constructivismo, para explicar el efecto que la tecnología ha tenido sobre la manera en que actualmente vivimos, nos comunicamos y aprendemos.

#### Las dificultades del aprendizaje
- Teorías neurofisiológicas
  - Doman, Spitz, Zucman y Delacato (1967): La teoría más controvertida y polémica acerca de las dificultades del aprendizaje. Conocida como “teoría de la organización neurológica”, la misma indica que niños con deficiencias en el aprendizaje o lesiones cerebrales no tienen la capacidad de evolucionar con la mayor normalidad como resultado de la mala organización en su sistema nervioso. Los impulsores de esta teoría sometieron a prueba un método de recuperación concentrado en ejercicios motores, dietas y un tratamiento con CO2 asegurando que modificaba la estructura cerebral del niño y le facilitaba el desarrollo de una organización neurológica normal.
  - Goldberg y Costa (1981): Partiendo de la teoría de Orton, estos elaboraron un modelo conocido como “modelo dinámico”. Ellos afirman que el hemisferio izquierdo realiza de manera más especializada el procesamiento unimodal y la retención de códigos simples, mientras que el hemisferio derecho está más capacitado para realizar una integración intermodal y procesar las informaciones nuevas y complejas. De ahí se desprende el hecho de que la disfunción cerebral en el aprendizaje no consistiría solamente en una alteración o deficiencia de los circuitos o conexiones cerebrales necesarios, sino que se relacionaría más bien con la alteración de procesamientos y estrategias adecuadas para llevar a cabo el aprendizaje de manera satisfactoria.
- Teorías genéticas
  - Hallgren (1950): Estudió 276 personas con padecimiento de dislexia y sus familias, y encontró que la incidencia de las deficiencias en la lectura, escritura y el deletreo halladas indicaban que tales alteraciones pueden estar sujetas a los factores hereditarios.
  - Hermann (1959; en Mercer, 1991, p. 83): Estudió las dificultades del aprendizaje de 33 parejas de mellizos y comparó los resultados obtenidos con los de 12 parejas de gemelos. Finalmente, encontró que todos los miembros de parejas gemelas sufrían de serios problemas de lectura, mientras que 1/3 de las parejas de mellizos mostraban algún trastorno de lectura.
- Factores bioquímicos y endocrinos
  - Deficiencia vitamínica: En relación con las dificultades de aprendizaje, la hiperactividad y estas deficiencias vitamínicas se realizó un estudio por parte de Thiessen y Mills (1975) con el fin de determinar dicha relación. Al finalizar su experimento, concluyeron que no se encontraron diferencias entre un grupo control y el experimental (al que se le aplicó el complejo vitamínico) en su relación con la habilidad lectora y el deletreo, a pesar de que dicho tratamiento produjo un descenso en las conductas de hiperactividad, trastornos del sueño, disfunciones perceptivas y algunas habilidades lingüísticas.
  - Hiper e hipotiroidismo: Al parecer, la sobreproducción de tiroxina está relacionada con la hiperactividad, irritabilidad, pérdida de peso, inestabilidad emocional y las dificultades en concentración de la atención, factor que se asocia con las dificultades del aprendizaje y el descenso en el rendimiento escolar. Se ha indicado que el hipotiroidismo produce dificultades de aprendizaje cuando se presenta en la infancia y no es tratado a tiempo. Cott (1971)
- Teorías de lagunas en el desarrollo o retrasos madurativos
  - Retrasos en la maduración de la atención selectiva: Propuesta por Alan O. Ross  (1976)[23] y conocida como “Teoría de la atención selectiva". Consiste en el supuesto de que la atención selectiva es una variable crucial que marca las diferencias entre los niños normales y los que presentan dificultades de aprendizaje. Ross señala que los niños con dificultades de aprendizaje, presentan un retraso evolutivo en atención selectiva, y debido a que este supone un requisito indispensable para el aprendizaje escolar, el retraso madurativo imposibilita su capacidad de memorización y organización del conocimiento, de igual manera genera fracasos acumulativos en su rendimiento académico.

### Entornos virtuales de aprendizaje
En la actualidad, el fenómeno de la globalización se manifiesta a nivel mundial, impulsado por el uso generalizado de las tecnologías de la información y la comunicación (TIC), lo que ha impactado tanto en la vida cotidiana como en la creación de una sociedad interconectada. La educación también se ha visto afectada por esta transformación; en la primera década del siglo XXI, además de la educación presencial tradicional, han surgido numerosos programas de educación a distancia (EaD), así como modalidades de educación en línea y entornos virtuales de aprendizaje (EVA). La educación mediada por tecnología ha cambiado la función de los participantes, los modelos pedagógicos, las concepciones del aprendizaje y las estrategias empleadas.
Al abordar el aprendizaje en plataformas virtuales, se destaca que aún queda mucho por avanzar. A pesar de los esfuerzos por integrar estas herramientas en todas las asignaturas, el progreso en la implementación de experiencias de aprendizaje sigue siendo limitado. Para mejorar la motivación de los estudiantes, es fundamental que los docentes participen en el diseño de estas experiencias, con el objetivo de hacerlas más atractivas.
La pandemia forzó a numerosas instituciones educativas a realizar una transición rápida de la enseñanza presencial a la educación en línea. Esto presentó desafíos importantes tanto para estudiantes como para profesores en cuanto a la adaptación a nuevas tecnologías y métodos de aprendizaje. Además, evidenció la relación entre la motivación y la efectividad en el proceso de enseñanza y aprendizaje, así como el comportamiento humano; en este contexto, emergen nuevas formas de aprendizaje en la era virtual.